# Sporting Hockey Club de Saint-Gervais
Le Sporting Hockey Club Saint-Gervais est un club français de hockey sur glace situé à Saint-Gervais-les-Bains est surnommée les Aigles de Saint-Gervais.
Le club est sextuple champion de France en 1969, 1974, 1975, 1983, 1985 et 1986.
Le club est associé en élite au club des Boucs de Megève au sein de l'association Mont-Blanc Hockey Club.
Il est créé une première fois en 1987 afin de pourvoir rivaliser avec les grandes villes françaises dont les clubs commencent à contester la suprématie des Alpes, en particulier devant la montée en puissance des Français Volants.
Les Aigles du Mont-Blanc ont évolué en première division pendant trois saisons (1986-1987 à 1988-1989) et remporté le titre les deux premières (1987 et 1988).
En 1989, les deux clubs décident d'arrêter leur association, qui se révèle peu intéressante pour leur public et coute cher aux municipalités.
Les deux clubs décident de fusionner à nouveau en 2002.

## Palmarès

### Coupe Magnus
- Championnat de France : 1969, 1974, 1975, 1983, 1985, 1986

| Saison | Vainqueur               | Vice-champion                 | Équipes | Nom         | Formule                                             |
| ------ | ----------------------- | ----------------------------- | ------- | ----------- | --------------------------------------------------- |
| 1969   | Aigles de Saint-Gervais | Chamois de Chamonix           | 10      | 1re série   | 2 poules puis poule finale à 4 (3 matchs)           |
| 1974   | Aigles de Saint-Gervais | Chamois de Chamonix           |         | Série A     |                                                     |
| 1975   | Aigles de Saint-Gervais | Ours de Villard-de-Lans       |         | Série A     |                                                     |
| 1983   | Aigles de Saint-Gervais | Brûleurs de loups de Grenoble | 12      | Nationale A | Poule unique (22 matchs) puis poule à 8 (14 matchs) |
| 1985   | Aigles de Saint-Gervais | Boucs de Megève               | 12      | Nationale A | Poule unique (22 matchs) puis poule à 6 (10 matchs) |
| 1986   | Aigles de Saint-Gervais | Français Volants              | 12      | Nationale 1 | Poule unique (22 matchs) puis poule à 6 (10 matchs) |

### Autres compétitions nationales
- Championnat de France de D1 : 1956, 1962
- Coupe de France : 1976, 1981
- Coupe des As : 1985